# Zyklus Tag und Ewigkeit
Der Zyklus Tag und Ewigkeit (RMWV 1) ist ein weltlich-geistlicher Chorzyklus des Dresdner Kreuzkantors Rudolf Mauersberger.  Das Werk ist für Soli und gemischten Chor a cappella komponiert.

## Entstehungsgeschichte und Texte
Nachdem Mauersberger in seinen ersten Jahren in Dresden überwiegend als Chorleiter und Musikpädagoge tätig war, kann man erst ab dem Jahr 1940 mit dem Zyklus Tag und Ewigkeit von einer eigenständigen kompositorischen Tätigkeit  sprechen. Der Komponist denkt über Alltag, Tageszeiten und Sonntag nach.
Am Anfang des Werks steht der fünf- bis achtstimmige Chorspruch Fangt euer Tagwerk fröhlich an. Mauersberger komponierte es im Jahr 1940 aus Freude und Dankbarkeit über die Genesung der Mutter von schwerer Krankheit. Zwei Motetten entstanden 1942, die sechs weiteren 1943.

## Struktur
Der Aufbau folgt dem Rudolf-Mauersberger-Werke-Verzeichnis. Das Verzeichnis orientiert sich bei der Reihenfolge der Stücke an einem Programmblatt einer Aufführung des Dresdner Kreuzchores vom 28. Juni 1947 in Görlitz
| RMW 1 | Werktitel und Textanfang                                                                           | Text                                                                                      | Besetzung                   | Autograph                                            |
| ----- | -------------------------------------------------------------------------------------------------- | ----------------------------------------------------------------------------------------- | --------------------------- | ---------------------------------------------------- |
| 1     | Früher Morgen: Durch Graugewölk die frühe Sonne bricht                                             | Text: Wilhelm Luetjens                                                                    | 4-8-stimmig                 | 1943/ Pfingsten 1943                                 |
| 2     | Ein Taglied: Fangt euer Tagwerk fröhlich an mit Schlußchoral : Wohlauf, mein Herze sing und spring | Text: Spruch aus dem 16. Jahrhundert; Paul Gerhardt Text/ Melodie (Choral): Paul Gerhardt | 5-8-stimmig                 | 1940                                                 |
| 3     | Sommermittag: Die Erde schläft                                                                     | Text: Fritz Wolke                                                                         | vierstimmig                 | 1943/ Juli 43 in Mauersberg                          |
| 4     | Am Abend: Die Halme müde nicken                                                                    | Text: Fritz Wolke                                                                         | vierstimmig                 | 1943/ Juli 43 in Mauersberg u. Markkleeberg          |
| 5     | Um Mitternacht: Gott ist die ewige Größe                                                           | Text: Hermann Claudius                                                                    | 4-6-stimmig                 | 1943/ Juli 43 in Mauersberg                          |
| 6     | Ein Sonntag: So geht ein Sonntag still zu Ende                                                     | Text: Cäsar Flaischlen bearbeitet als RMWV 314 und RMWV 346                               | für Altsolo und 4-8-stimmig | 1. Fassung 1918/19 2. Fassung zwischen 1919 und 1925 |
| 7     | Alltag: Alltag muss sein                                                                           | Text: Fritz Wolke                                                                         | 4-8-stimmig                 | 1942/ Juli 1942 in Mauersberg                        |
| 8     | Unsterblich duften die Linden                                                                      | Text: Ina Seidel auch RMWV 6/2 und RMWV 326/2                                             | vierstimmig                 | 1942/ Aug. 1942 in Dresden                           |
| 9     | Unruh der Zeit: Das kleine Rad läuft ohne Ruh                                                      | Text: Will Vesper                                                                         | 4-6-stimmig                 | 1943                                                 |